# Javier Castillo
Javier Castillo (1987, Mijas) é um escritor espanhol. Seu livro El día que se perdió la cordura (O Dia em Que Perdemos a Cabeça), seu primeiro romance, vendeu mais de 275 000 cópias e foi publicado na Itália, no México, na Colômbia, na Argentina, na Turquia, no Japão e na Coreia, além de Portugal. Seu livro La chica de nieve (A Menina de Neve) vendeu 1,7 milhão de cópias e serviu de base para uma série na Netflix.

## Biografia
Javier Castillo licenciou-se em Gestão de Negócios e fez mestrado em Gestão da 
ESCP Europe em Madrid, Xangai e Paris. Trabalhou como consultor de finanças corporativas.
Ele escreveu seu primeiro romance, El día que se perdió la cordura, em 2014. Inicialmente publicado em plataforma eletrônica; de acordo com declarações do próprio autor, "no dia em que terminei o livro, imprimi quatro cópias e as enviei para quatro grandes editoras, mas não quis esperar pela resposta e naquela mesma noite fiz o upload para o Kindle Direct Publishing". O sucesso de vendas naquela plataforma levou várias editoras a oferecerem a sua edição, publicando-a em papel em 2016.
Outro livro dele El juego del alma, foi publicado em 25 de março de 2021 na Espanha e em 11 de maio nos Estados Unidos. Para promover sua publicação, projetaram uma imagem do escritor na central e famosa Times Square de Nova York, tornando-o o primeiro escritor espanhol a ser promovido neste local.

### SérieEl día que se perdió la cordura
- El día que se perdió la cordura (2017) em Portugal: O Dia em que Perdemos a Cabeça (Suma de Letras, 2019)
- El día que se perdió el amor (2018) em Portugal: O Dia em que Perdemos o Amor (Suma de Letras, 2020)

### Outros
- Todo lo que sucedió con Miranda Huff (2019)
- La chica de nieve (2020) em Portugal: A Menina de Neve (Suma de Letras, 2020)
- El juego del alma (2021)
- El cuco de cristal (2023)

## Adaptações
- La chica de nieve (2023) A Menina de Neve (título em Portugal) ou A Garota na Fita (título no Brasil) série da Netflix, baseada em livro de mesmo nome.[2]